# Joué-du-Plain
Joué-du-Plain település Franciaországban, Orne megyében. Lakosainak száma 237 fő (2022. január 1.). Joué-du-Plain Sevrai, Avoine, Écouché-les-Vallées, Rânes, Saint-Brice-sous-Rânes és Vieux-Pont községekkel határos.

## Népesség
A település népességének változása:
| Lakosok száma | 253  | 253  | 266  | 255  | 251  | 248  | 246  | 241  | 237  |
|               | 2013 | 2015 | 2016 | 2017 | 2018 | 2019 | 2020 | 2021 | 2022 |